# Михайло Криса
Миха́йло Кри́са (Креса, Крисенко, Кресенко; пом. після 1663) — шляхтич, козацький полковник часів Хмельниччини, наказний полковник Бужинського полку, полковник київський (1650–1651).

## Життєпис
Про походження Михайла Криси (Креси) нічого не відомо; можливо, походив із дрібношляхетського середовища з міста Крилова.
Криса став одним з перших сподвижників Богдана Хмельницького. Відзначився у бою під Жовтими Водами, коли він разом із Максимом Кривоносом був відправлений як заручник у польський табір, проте обидва пізніше здійснили звідти втечу, а польський табір був розгромлений. Для створення нових козацьких формувань Михайло Криса поїхав з Чигирина до Києва. Він деякий час очолював Київський полк, який виник з новоохоплених територій.
Ім'я Михайла Криси згадується у Зборівському реєстрі 1649 року у складі 1-ї сотні Чигиринського полку. У цьому ж році є згадка про Крису як про «київського полковника» у «відписці» путивльських воєвод С. Прозоровського та І. Ляпунова у Розрядний приказ. У ній ідеться про зустріч, що відбулася 24 вересня 1649 року на дніпровському перевозі у Вереміївці, між Крисою і козаком, який був московським інформатором.
7 березня 1650 року полковник М. Криса в Києві підтверджував готовність козацької старшини дотримуватися умов Зборівського миру 1649 р. У квітні Криса з одним товаришем був відправлений із посольством до московського царя. У вересні, коли Б. Хмельницький з усім військом пішли в похід на Молдову, гетьман лишив охороняти козацьку державу полковникам Михайлу Крисі і Івану Шингірею (Шангірею).
Наприкінці березня 1651 року польське військове командування повідомляло про рух полковника М. Криси і татарських допоміжних підрозділів на Паволоч та під Білу Церкву. А 18 квітня московський інформатор переповідав у Путивлі звістки з Києва, що полковника Крису Б. Хмельницький послав із козаками та 12 тисячами татар проти поляків. Під Костянтиновом (нині Старокостянтинів) його підрозділ поляки захопили зненацька, завдавши втрат. Полковник у відповідь спалив околицю Костянтинова та відступив до Хмільника, де й укріпився.
23 квітня 1651 підрозділи полковників Михайло Криса та Мартина Пушкаря перебували у Прилуках (нині с. Стара Прилука). Тим часом польські загони відступили з Бару до Кам'янця-Подільського. Вслід пішли й козаки. Підрозділ полковника Криси тоді взяв участь у травневому невдалому штурмі Кам'янця-Подільського.
Брав участь у битві під Берестечком. Він був відправлений у складі делегації козацьких парламентерів до польського короля. Проте після відступу татар і з початком блокади козацького табору Криса лишився у таборі Миколая Потоцького та консультував поляків щодо стану справ у обложених. Зокрема, за його порадою була насипана гребля на річці Пляшівці з метою розмити переправи на болотах і залити водою низинну частину козацького табору. За це козацький старшина отримав королівське пробачення.
Восени 1654 року, отримавши королівський універсал, Михайло Криса став набирати сотню козаків на службу Речі Посполитій, а потім ще тисячу добровольців для війни проти Московської держави. Також 8 грудня 1654 року московський інформатор згадує, що на Київ має намір іти 50-тисячна татарська орда (цифра перебільшена) і що веде її «запорізький козак Криса». Цей загін взяв великий полон під Корсунем і Чигирином.
Цього ж року Криса згадується як полковник і реґіментар козаків у волості Котеленській (нині с. Стара Котельня). 15 лютого 1655 полковник видав у Чарторийську до ротмістрів корогов свого полку універсал про виступ у похід на Брацлавщину. 28 квітня 1655 року коронний гетьман Станіслав Потоцький у Сокалі видав універсал із наказом ґродським замковим і міським урядникам переслідувати жовнірів полковника Михайла Криси, які були відомі завдяки своїм злочинам.
1660 року на противагу Якиму Сомку Юрій Хмельницький призначив полковником переяславським Михайла Крису, наказним полковником у якого був полковий суддя Дмитро Святуха. Проте невдовзі Криса опинився в московському полоні. Його збиралися стратити, але прийшла царська грамота із помилуванням і заміною смертної кари на заслання до Сибіру. Є відомості, що 13 серпня 1661 року «черкаський» полковник Михайло Криса прибув до Єнісейська. У місті Великий Устюг його зустрічав Адам Каменський-Длужик, військовополонений, який також їхав до Сибіру і у своєму щоденнику згадав про зустріч у цьому місті козацького полковника «Креси».
В Єнісейську Криса мав конфлікт із воєводою В. Голохвостовим, який, за рекомендацією уряду, хотів наново охрестити українців за «московським обрядом». Можливо після 1662 року вернувся із заслання. У листі від 13 жовтня 1671 року згадується такий собі «Креса» — один з керівників козацької залоги Могилева-Подільського і прибічник Петра Дорошенка.